# Raymond Priestley

Sir Raymond Priestley auf einer Briefmarke des Britischen Antarktisterritoriums, ausgegeben anlässlich des 150-jährigen Bestehens der Royal Geographical Society.

Sir Raymond Edward Priestley (* 20. Juli 1886 in Tewkesbury, Gloucestershire; † 24. Juni 1974 in Cheltenham) war ein britischer Geologe und früher Antarktisforscher.

## Leben
Raymond Priestley wurde an der Tewkesbury Grammar School erzogen. Er stand kurz vor seinem Abschluss in Geologie an der University of Bristol, als er als geologischer Assistent auf Ernest Shackletons Nimrod-Expedition (1907–1909) in die Antarktis anheuerte. Auf der Expedition arbeitete er eng mit dem renommierten Edgeworth David zusammen, einem weiteren Expeditionsmitglied. Priestley sammelte Mineralien- und Flechtenproben aus der Region, unter anderem von Inseln aus dem Rossmeer, der Nordwand des Vulkans Mount Erebus und Bergen beim Ferrar-Gletscher. Er war auch ein Mitglied der Gruppe, die die Nahrungs- und Brennstoffdepots für Shackletons beinahe erfolgreichen Versuch legte, als erster Mensch den Südpol zu erreichen. Auf einer Fahrt im November 1908 verbrachte Priestley aufgrund des mangelnden Platzes in einem Zelt drei Tage eines Schneesturms vor dem Zelt in seinem Schlafsack. Als der Schneesturm tobte, rutschte er langsam den Gletscher hinab und wäre an dessen Fuß beinahe zu Tode gefallen.
Priestley kehrte als Mitglied der schicksalhaften Terra-Nova-Expedition Robert Falcon Scotts von 1910 bis 1912 in die Antarktis zurück. Sofort nachdem sie 1911 mit Scott bei Kap Evans gelandet waren, brachen Priestley und fünf weitere Männer gen Norden auf, um die Küste des Viktorialands zu erforschen, wo sie eine Hütte nahe Carsten Egeberg Borchgrevinks Lagerplatz von 1898 am Kap Adare errichteten. Dieselbe Gruppe kehrte 1912 bei der Terra-Nova-Bucht an die Küste zurück, auf halbem Weg zwischen Kap Evans und Kap Adare. Zehn Wochen später wurde ihr Zelt zerstört und die Terra Nova, das Schiff der Expedition, konnte das Packeis nicht durchdringen und die Gruppe aufnehmen. Mitte Februar gruben sie eine kleine Höhle in eine Schneewehe und blieben dort bis Ende September, dem Beginn des südlichen Frühlings, in einer Unterkunft, die sie „Inexpressible Island“ tauften. Im September marschierten die Männer fünf Wochen lang, bevor sie zufälligerweise ein Lager mit Nahrung und Heizstoff fanden und schlussendlich nach Kap Evans zurückkehrten.
Seine Forschung über Gletscher in der Antarktis brachte ihm nach dem Ersten Weltkrieg einen Forschungsbachelor in Cambridge ein. 1920 gründete er gemeinsam mit Frank Debenham das Scott Polar Research Institute in Cambridge. Von den 1930er Jahren bis zu seinem Ruhestand besetzte er eine Reihe von akademischen und administrativen Posten in Australien und England, wobei er Vizekanzler der Universität Melbourne, Vizekanzler und Kanzler der University of Birmingham, 1953 Vorsitzender der Royal Commission on the Civil Service und stellvertretender Direktor des heutigen British Antarctic Survey wurde. Von 1961 bis 1963 war er Präsident der Royal Geographical Society, 1949 erhielt er den Ritterschlag als Knight Bachelor. 1955 und 1962 war er Präsident des Antarctic Club.
Nach Priestley sind vier geographische Objekte in der Antarktis benannt. Dies sind im Einzelnen der Mount Priestley, der Priestley Peak, der Priestley-Gletscher, das Priestley-Firnfeld und der Priestley Lake.